# Pseudanophthalmus tenesensis
Pseudanophthalmus tenesensis är en skalbaggsart som beskrevs av Valentine. Pseudanophthalmus tenesensis ingår i släktet Pseudanophthalmus och familjen jordlöpare. Inga underarter finns listade i Catalogue of Life.